# Estnische Literatur
Estnische Literatur ist die in estnischer Sprache verfasste Literatur. Da die Anzahl der Sprecher relativ niedrig war und ist (heute etwa eine Million Menschen) und das Estnische in den Augen der jeweiligen Machthaber und somit im Schulsystem keinen oder nur geringen Wert hatte, entstand eine estnische Literatur erst relativ spät. Gelegentlich wird auch die von Esten verfasste Literatur in deutscher, russischer oder neuerdings englischer Sprache der estnischen Literatur zugerechnet.

## Die frühesten Texte
Ein Teil der estnischen Volksdichtung dürfte noch vor der Herausbildung des Estnischen aus dem Kreis der ostseefinnischen Sprachen entstanden sein. Für die Weitergabe dürften im südostseefinnischen Raum – das lässt sich aus Themen und Motiven erschließen – anders als in Finnland und Karelien meist Frauen zuständig gewesen sein, möglicherweise weil die feudale Herrschaft mit ihren Arbeits- und Abgabepflichten in Estland für die Männer weitaus drückender war als in Finnland. Die Verbreitung der Schrift in Alt-Livland (im Gebiet des heutigen Estland und Lettland) fand im Zuge der deutsch-dänischen Eroberung und christlichen Missionierung durch die Ordensritter vor 1300 ihren Anfang. Die Oberschicht sprach meist Mittelniederdeutsch, also die Sprache der Hanse. Mit der Zeit entwickelte sich eine estnische Zweisprachigkeit, die durch Latein als Bildungs- und Klerikersprache ergänzt wurde. Im mündlichen Sprachgebrauch der unteren Schichten vermischten sich oft das Deutsche und das Estnische, später zum Teil das Russische mit dem Estnischen.
Estnische Worte finden sich erstmals in der lateinischen Chronik Heinrici Chronicon Livoniae (um 1227). Das vermutlich erste Buch in estnischer Sprache mit einer lutherischen missa erschien in Lübeck 1525, wurde aber auf dem Weg zur Verschiffung von Travemünde nach Estland vom damals noch katholischen Lübecker Rat konfisziert und verbrannt. Das älteste erhaltene Manuskript ist die Handschrift von Kullamaa (1524–1532) mit katholischen Gebeten und dem Glaubensbekenntnis. Das älteste teilweise (11 Seiten) erhaltene estnische Buch ist ein zweisprachiger niederdeutsch-estnischer Katechismus aus dem Jahr 1535, der erst 1929 entdeckt wurde. Diese Bücher und die in den Jahrhunderten darauf folgenden sind fast ausnahmslos von deutschen Geistlichen geschrieben worden, für die Estnisch Fremd- oder Zweitsprache war. Das sprachliche Niveau dieser Literatur ist naturgemäß sehr schwankend. In der Mehrzahl handelt es sich dabei um religiöse Gebrauchstexte.
Beispiele dafür sind die handschriftlich erhaltenen Predigten (1600–1606) von Georg Müller und das erste estnische Gedicht (1637) von Reiner Brocmann (1609–1647) in den für diese Sprache etwas unhandlichen Alexandrinern. Unter den südestnischen Sprachen bzw. Dialekten ist Võro zu nennen, das durch Johann Gutslaffs Grammatik (1648) zur Schriftsprache wurde. 1686 fertigten Andrea Virginius und sein Sohn Adrian eine Übersetzung des Neuen Testaments in Võro (auch Tartu keel) an, die viele Auflagen erfuhr und bis ins 20. Jahrhundert verbreitet blieb. 1660 verfasste Heinrich Göseken eine Grammatik mit Wörterbuch auf der Basis des westestnischen Dialekts von Kullamaa. Im 17. Jahrhundert wurden auch die ersten volkstümlichen Dichtungen aufgezeichnet.
1708 entstand das Klage- und Mahngedicht Oh! ma waene Tardo Liin („Ach, ich arme Stadt Tartu“) von Käsu Hans (Hans Kes oder Kässo) im vom Niederdeutschen stark beeinflussten Dialekt von Tartu, in der er die Zerstörung der Stadt durch russische Truppen im Großen Nordischen Krieg beklagte, die er auf die Sünden der Städter zurückführte. Das Gedicht, das 32 Strophen im Reimschema ababccdd umfasst, wurde nur in Abschriften überliefert. Käsu Hans ist möglicherweise der erste namentlich bekannte Dichter estnischer Abstammung.

## Die Etablierung der Schriftsprache

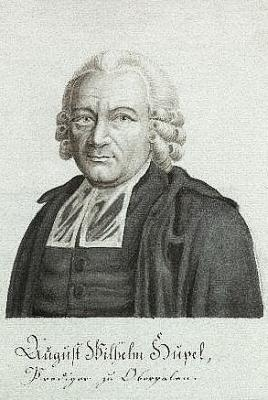
August Wilhelm Hupel

Langsam etablierte sich eine estnische Schriftsprache, in der ein weitgehend anspruchsloses, teils noch auf deutschen Vorbildern basierendes Bildungsschrifttum verfasst wurde: Von Heinrich Stahl, in anderer Namensform als Stahell bekannt, stammt eine Grammatik, von Bengt Gottfried Forselius ein ABC-Buch, also eine Orthographielehre. Durch die Grammatica Esthonica (1693) des Schulinspektors und späteren Pastors Johann Hornungs (1660–1715) und die von Anton Thor Helle (1683–1748) 1739 veröffentlichte erste vollständige estnische Bibelübersetzung setzte das Nordestnische gegenüber dem Südestnischen als Schriftsprache durch; dieses verschwand in den 1880er Jahren.
In der Zeit der frühen Aufklärung entstanden belehrend-moralisierende Bücher und Wochenschriften, z. B. Lühhike öppetus 1766–1767 des Pastors August Wilhelm Hupel (1737–1819) oder Üks Kaunis Jutto- ja Öppetusse-Ramat, „Ein schönes Geschichten- und Lehrbuch“, 2 Bände, 1782/1787, von Friedrich Gustav Arvelius (1753–1806).
Einen Meilenstein estnischer Literatur bildeten die 1875 bis 1999 herausgegebenen Monumenta Estoniae Antiquae, die weltgrößte Sammlung von Volksliedern (oft alliterierenden reimlosen Achtsilbern) und -sagen, die von Jakob Hurt angeregt wurde.

## Zeit des „Nationalen Erwachens“
Über deutsch-baltische Intellektuelle, die in Deutschland studierten, gelangten seit Ende des 18. Jahrhunderts die Ideen der Aufklärung nach Estland. Nachdem das Theater durch deutsche Wanderschauspieler popularisiert worden war, versuchte Friedrich Gustav Arvelius 1794 vergeblich, erstmals ein Theaterstück in estnischer Sprache auf die Bühne zu bringen. Die Welle der aufklärerischen Estnophilie zog seit 1819 einige Theateraufführungen kurzer estnischer Stücke in Tallinn, Pärnu und Narva nach sich. 1802 wurde die deutschsprachige Universität Tartu als kaiserlich-russische Universität wiedereröffnet, wo neben Deutschbalten eine zunehmende Zahl von Esten studierten.
Als einer der ersten estnischen Schriftsteller gilt Kristjan Jaak Peterson (1801–1822), der zu Lebzeiten fast unbekannt blieb. Er schrieb eigenständige estnische Lyrik, starb aber sehr jung. Sein lyrisches Werk in estnischer Sprache wurde erst 1922 in seinem 100. Todesjahr veröffentlicht, er erschloss aber die finnischen Mythen durch Übersetzungen ins Deutsche und Schwedische. Sein Geburtstag wird heute als „Tag der estnischen Sprache“ gefeiert.

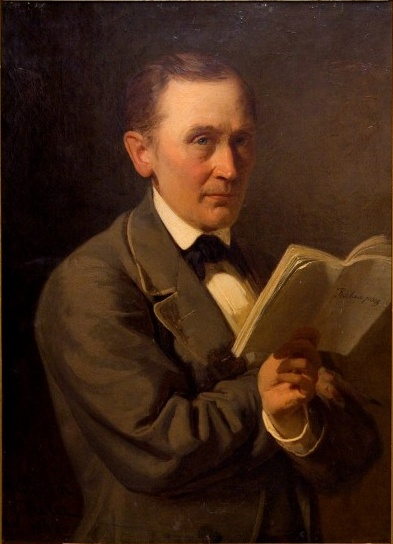
Friedrich Reinhold Kreutzwald schuf den Kalevipoeg in den Jahren 1857–1861.

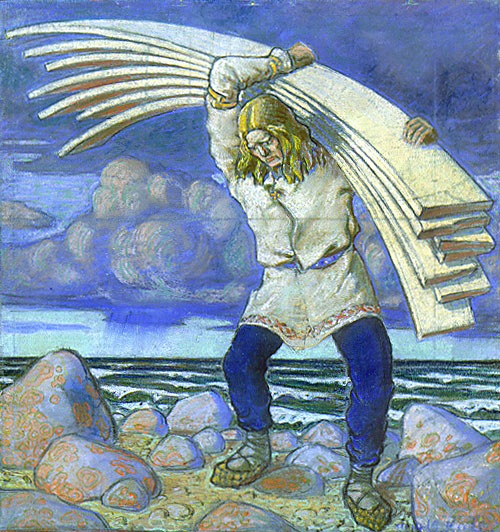
Der Riese Kalevipoeg beim Brettertragen. Gemälde von Oskar Kallis (1914)

Seit 1840 begann Friedrich Robert Faehlmann (1798–1850) mündliche Überlieferungen, Sagen, aber auch „Pseudomythen“ in estnischer Sprache zu publizieren, die teilweise in den Kalevipoeg (dt.: Kalevs Sohn), das rekonstruierte Nationalepos der Esten einflossen, das den Gipfel der estnischen Nationalromantik markiert. Es besteht aus rund 20.000 Versen in 20 Gesängen und wurde aufgrund von Faehlmanns Vorleistungen von Friedrich Reinhold Kreutzwald (1803–1882) zu großen Teilen ergänzt und seit 1857 herausgegeben. Der Kalevipoeg basiert also nur zum Teil auf tatsächlicher mündlicher Überlieferung der Sagen rund um den Riesen Kalevipoeg; er weist auch Parallelen zur Welt der Wikinger und zum altenglischen Widsith-Lied aus dem 10. Jahrhundert auf. Seine lyrische Sprache stellte jedoch eine Innovation für die estnische Literatur dar.

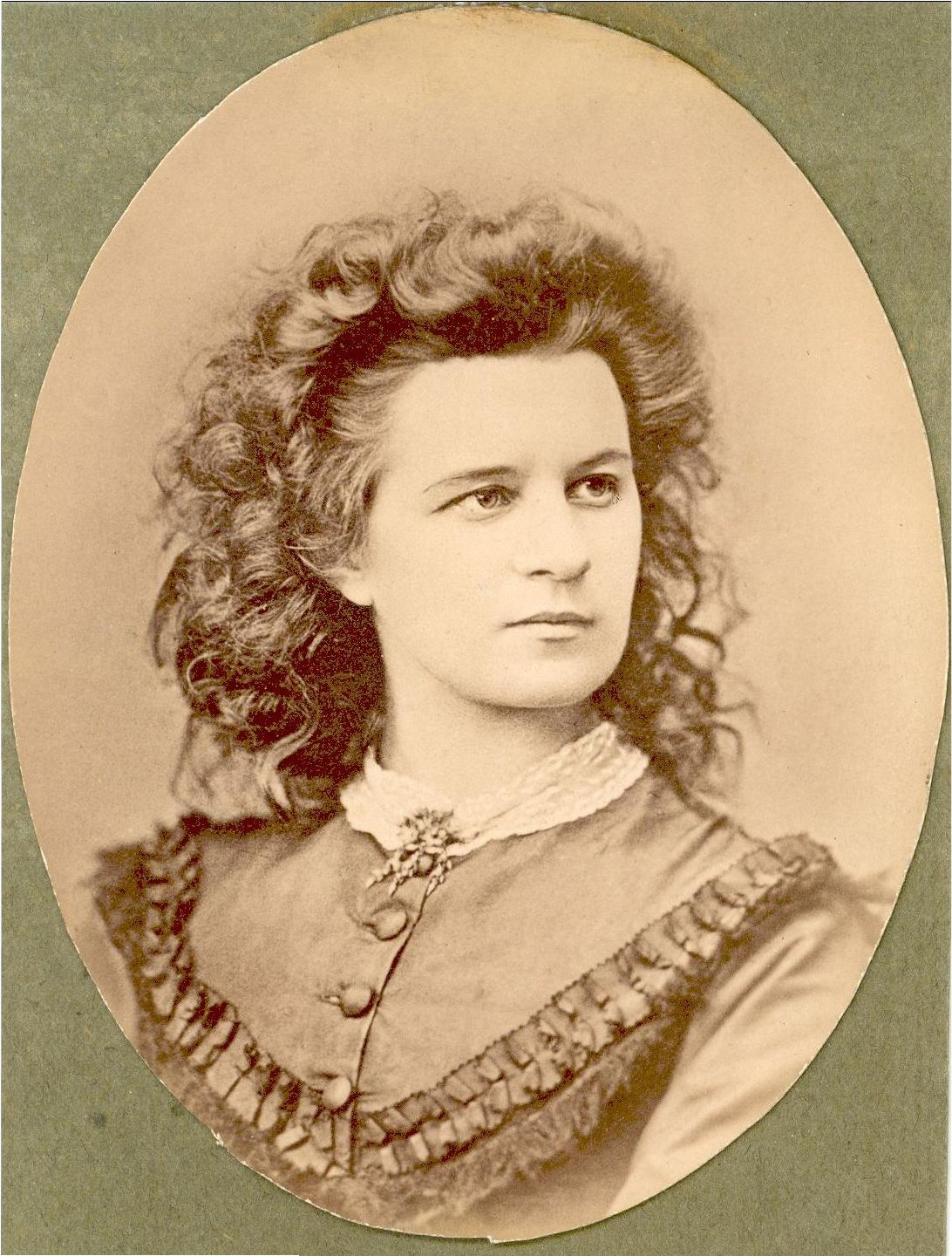
Lydia Koidula

Johann Woldemar Jannsen schrieb 1869 den Text zur estnischen Nationalhymne Mu isamaa, mu õnn ja rõõm. Literaturgeschichtlich wichtiger wurde seine Tochter Lydia Koidula (1843–1886). Sie schrieb patriotische Lyrik und begründete das estnische Drama, auch wenn es sich bei ihren Texten teilweise um Adaptionen deutscher Vorlagen handelte.
Seit den 1880er Jahren setzte ein Prozess der Unterdrückung der estnischen Kultur und der Russifizierung ein. Die Lage verbesserte sich nach der Russischen Revolution von 1905, 1918 erklärte Estland seine Unabhängigkeit. Wichtiger estnischer Schriftsteller dieser Zeit war der Lyriker Juhan Liiv (1864–1913), nach dem heute ein Lyrikpreis benannt ist. Ebenfalls in dieser Zeit wirkte Eduard Vilde (1865–1933), er schrieb realistisch-naturalistische Romane und Dramen.

## Von 1905 bis zur Okkupation
Um 1900 war die Verstädterung Estlands weit fortgeschritten; das wachsende estnische Bürgertum verdrängte – teils mit russischer Unterstützung – die Deutschen aus zahlreichen Positionen des öffentlichen Lebens. Auch die estnische Literatur trat nun selbstbewusster auf.
1905 wurde die Gruppe Junges Estland (Noor-Eesti, wie Jungletten in Anlehnung an Junges Deutschland) gegründet, die bis 1917 existierte. Zu ihren Mitgliedern zählten der Lyriker Gustav Suits (1883–1956) und Friedebert Tuglas (1886–1971) sowie Villem Grünthal-Ridala (1885–1942), Johannes Aavik (1880–1973) und die finnische Schriftstellerin Aino Kallas (1878–1956). Die Gruppe strebte eine Erneuerung der estnischen Literatur nach europäischen Vorbildern an. In ihren Werken, z. B. bei Suits, finden sich Spuren des deutschen Expressionismus, der in der Zeit der deutschen Besetzung gegen Ende des Ersten Weltkriegs als Vorbild für jüngere Autoren wirkte. Daneben verdienen der populäre Romancier Oskar Luts (1887–1953) mit Frühling (Kevade) sowie der Lyriker Ernst Enno (1875–1934) Erwähnung.
Als Gegenstück zum eher intellektuellen „Jungen Estland“ formierte sich 1917 die Siuru-Bewegung mit ihren Hauptvertretern Henrik Visnapuu (1890–1951) und Marie Under (1883–1980). Sie schrieben sinnliche symbolistische und expressionistische, damals skandalös erotische Gedichte und mussten beide nach dem Zweiten Weltkrieg ins Exil gehen. Der Bürgerschreck August Alle (1890–1952) konnte sich aufgrund seiner antifaschistischen Haltung mit der sowjetischen Besetzung arrangieren und wurde Chefredakteur der 1923 gegründeten, bis heute bestehenden Literaturzeitschrift „Looming“, die vom seit 1922 existierenden Estnischen Schriftstellerverband herausgegeben wurde.

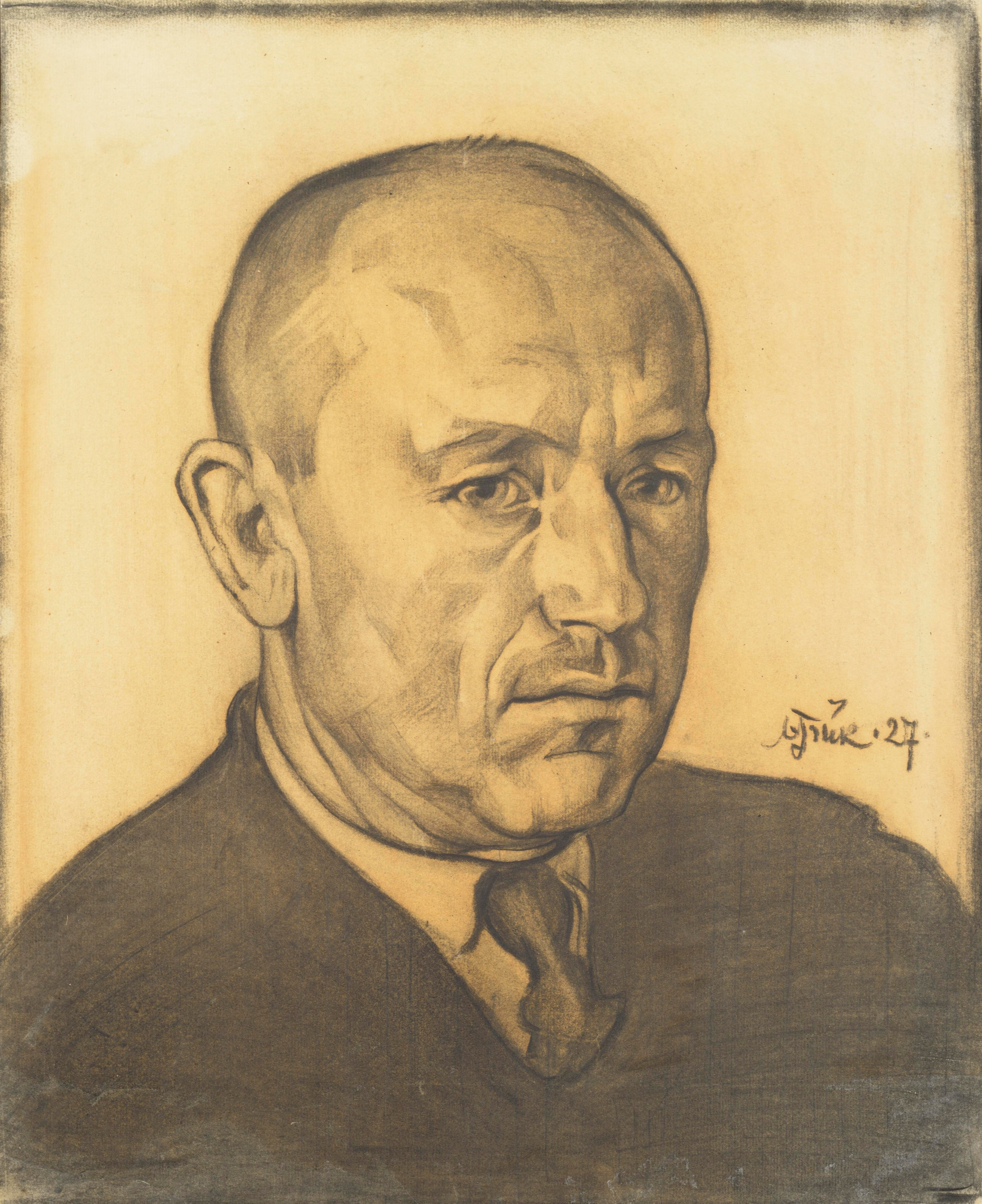
Porträt von A. H. Tammsaare (1927) von Nikolai Triik

Aus dem regen Literaturbetrieb der Zwischenkriegszeit ragt Anton Hansen Tammsaare (1878–1940) mit seinem fünfteiligen Romanzyklus Wahrheit und Gerechtigkeit (Tõde ja Õigus, 1926–1933) hervor, einer Familienchronik, in der er die estnische Gesellschaft der Jahrhundertwende im psychologisch-realistischen Stil beschrieb. Sein Gesamtwerk einschließlich der frühen Kurzprosa beträgt etwa 7400 Seiten. Zu nennen sind ferner August Mälk (1900–1987), Karl Ristikivi (1912–1977) mit einer historischen Tallinn-Trilogie (erschienen 1938–1942), die ein alle gesellschaftlichen Schichten übergreifendes, teils wohl zu romantisches Bild der Urbanisierung zeigt, und August Gailit (1891–1960), dessen von Knut Hamsun beeinflusster Roman Toomas Nippernaadi (1928) schon 1931 ins Deutsche übersetzt wurde. Seinen zweiten Roman Lied der Freiheit über den Unabhängigkeitskampf der Ersten Estnischen Republik erhielten deutsche Soldaten als Frontbuchausgabe im Kleinformat. Die Kämpfe der Jahre 1918–1920 zwischen Nationalisten und Kommunisten wurden auch von Albert Kivikas (1898–1978) geschildert, der unter der deutschen Besetzung Vorsitzender des Schriftstellerverbands war. In seinem vierbändigen Roman Nimed Marmortahvlil (Die Marmortafel, 1936–1954, die letzten drei Bände erschienen in Schweden) zeichnet er die Entwicklung der Kämpfer des estnischen Freiheitskampfes angesichts der Komplexität der widerstreitenden gesellschaftlichen Ideen ohne Chauvinismus, jedoch sehr kritisch gegenüber dem Deutschbaltentum, das sein Volk lange unterdrückte.
1938 erschien unter dem Titel Die Wahrsager bzw. Schamanen (Arbujad) eine Lyrikanthologie, deren sechs Autoren als die Arbujad-Gruppe bezeichnet werden. Dazu zählen Betti Alver (1906–1989), Uku Masing (1909–1985) und Bernard Kangro (1910–1994), die sich stilistisch stark unterschieden. Gemeinsam waren ihre Bemühungen um eine Vertiefung des emotionalen Ausdrucks der Dichtung.
Schon seit 1934 war Estland autoritär regiert worden. 1939/40 verließ die deutsche Bevölkerung Estlands, die ihre kulturelle Autonomie gewahrt hatte, im Rahmen der Umsiedlung der Deutsch-Balten. Mit der sowjetischen Besetzung Estlands wurde der Estnische Schriftstellerverband im 1940 von den Besatzungsbehörden für aufgelöst erklärt.

## Okkupation und Exil
Die folgende Zeit war von der sowjetischen Okkupation, dann vom Weltkrieg und der deutschen Besetzung und seit 1944 wieder von der sowjetischen Herrschaft bestimmt. Der naturalistische Prosaist Rudolf Sirge (1904–1970), der in Schwarzer Sommer (Schauspiel, 1937) vor einer Wiederkehr der deutschen Okkupation 1918 gewarnt hatte, wurde von den Deutschen verhaftet. Der naturalistische Romanautor, Erzähler und Dramatiker August Jakobson floh wie auch Mart Raud (1903–1980), Aadu Hint (1910–1989) und Jaan Kärner vor der anrückenden deutschen Wehrmacht in die Sowjetunion, wo er das Kulturleben der dorthin emigrierten Esten organisierte. Seine Stücke wurden weithin gespielt; er war der erste estnische Stalinpreisträger und wurde 1950 Präsident der Estnischen Sowjetrepublik.

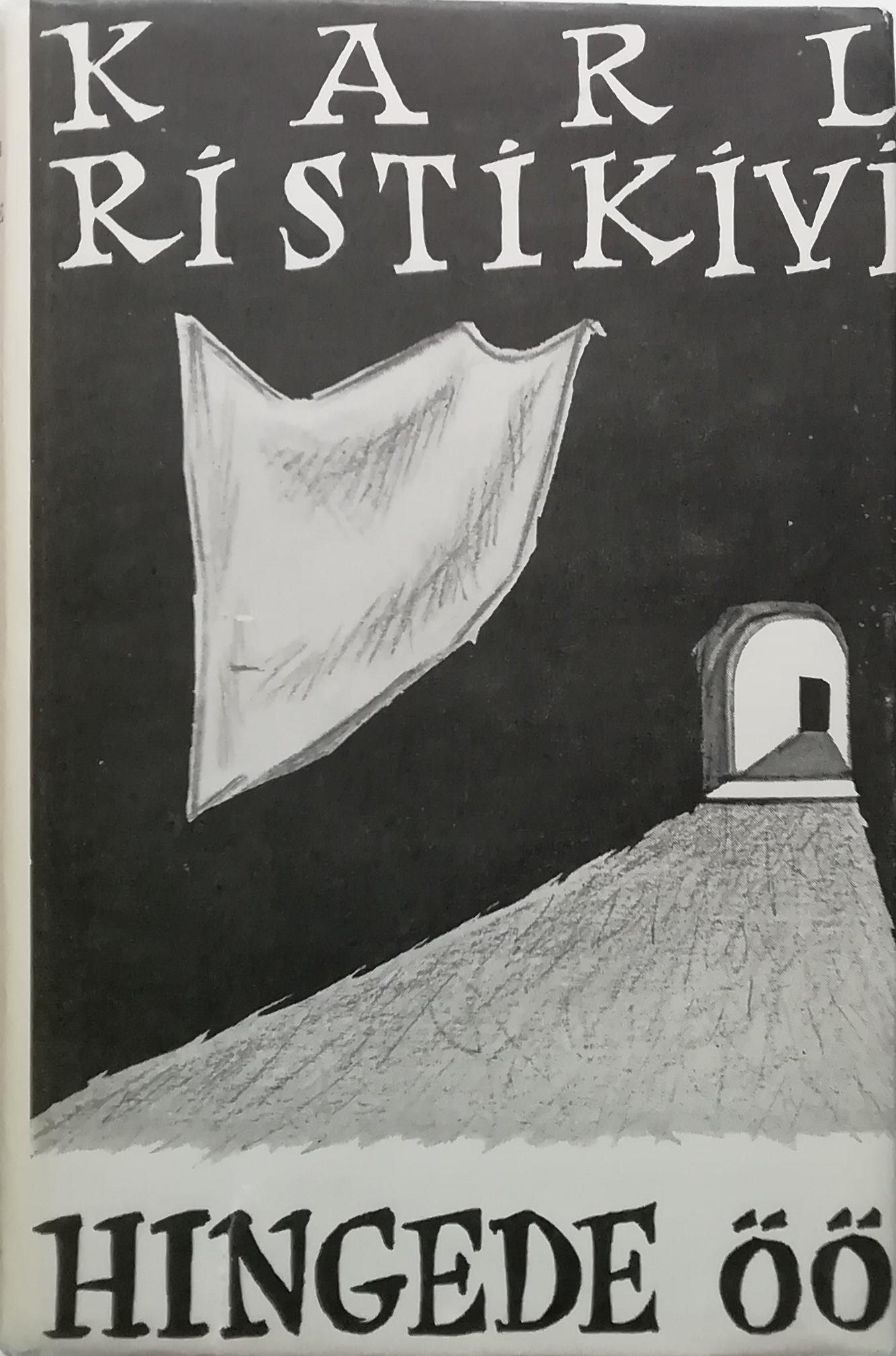
Umschlag von Ristikivis Roman Hingede öö (1953)

Andere Autoren wie Karl Ristikivi, Bernhard Kangro, August Gailit, August Mälk, Albert Kivikas, Gustav Suits, Kalju Lepik, Helga und Enn Nõu und der Surrealist Ilmar Laaban gingen ins schwedische Exil, wo estnische Zeitungen und eine Genossenschaft estnischer Schriftsteller und Schriftstellerinnen in Lund gegründet wurden (Eesti Kirjanike Kooperatiiv).
Ristikivis Roman Hingede öö (dt. „Die Nacht der Seelen“, 2019) erschien 1953 in Stockholm und erst 1991 in Estland; es handelte sich um den ersten surrealistischen Roman der estnischen Literatur. In Schweden veröffentlichte er ein Dutzend weiterer, meist historischer oder geschichtsphilosophisch inspirierter Romane in estnischer Sprache sowie Kurzgeschichten, Sachbücher und ein Werk zur estnischen Literaturgeschichte.
Während die erste Generation estnischer Exilautoren vorwiegend auf Estnisch schrieb, konnten die als Kind Exilierten bereits in zwei Sprachen schreiben. Elin Toona (* 1937) verfasste ihren im schwedischen Lund 1969 erschienenen Roman Lotukata auf Estnisch und Englisch verfasst. Karin Saarsen (1926–2018) schrieb in schwedischer und estnischer Sprache.
Der Lyriker Ivar Ivask publizierte die Arbeiten seiner Kollegen im Exil auch in den USA. Viele von denen, die blieben, wurden entweder in Sowjetische Zwangsarbeitslager verschleppt, wo sie oft den Tod fanden, oder sie wurden Repressionen ausgesetzt, mit einem Publikationsverbot belegt oder gingen ins „innere Exil“, so die Lyrikerin Minni Nurme, die 10 Jahre lang verstummte.

## Die Zeit der sowjetischen Herrschaft
Die Literatur im Mutterland stand bis zum Ende der stalinistischen Epoche im Dienst der sowjetischen Propaganda. Nennenswertes entstand in dieser Zeit nur im Exil. Das Ende der Stalinära brachte für Estland eine „Eruption des aufgestauten lyrischen Potenzials“. Seit Mitte der 1950er, einer Phase der schnellen Industrialisierung und Russifizierung, kam in Estland eine neue Generation der in den 1920er Jahren geborenen zu Wort. Die 1957 gegründete, am Kiosk verkaufte Zeitschrift Loomingu Raamatukogu sorgte für schnelle Publikationsmöglichkeiten und brachte zahlreiche Übersetzungen vor allem aus dem westlichen Ausland. Die erzählende Literatur blieb jedoch weitgehend durch den sozialistischen Realismus geprägt. Debora Vaarandi, August Jakobson, Aadu Hint und Juhan Smuul folgten diesen Vorgaben.
Das estnische Theater der späten 1960er und 1970er Jahre nahm trotz fortbestehender Restriktionen Einflüsse der westlichen Avantgarde und des Existenzialismus auf. In übersetzter Form erreichte die estnische Literatur erstmals ein Millionenpublikum. Wegen des verhältnismäßig liberalen Klimas im Kulturbetrieb wurden die Esten von anderen Sowjetbürgern der Sowjetunion oft beneidet. Zu den estnischen Autoren, die gelegentlich auch in russischer Sprache und in der regionalen Variante Võro dichteten, gehörte Jaan Kaplinski.

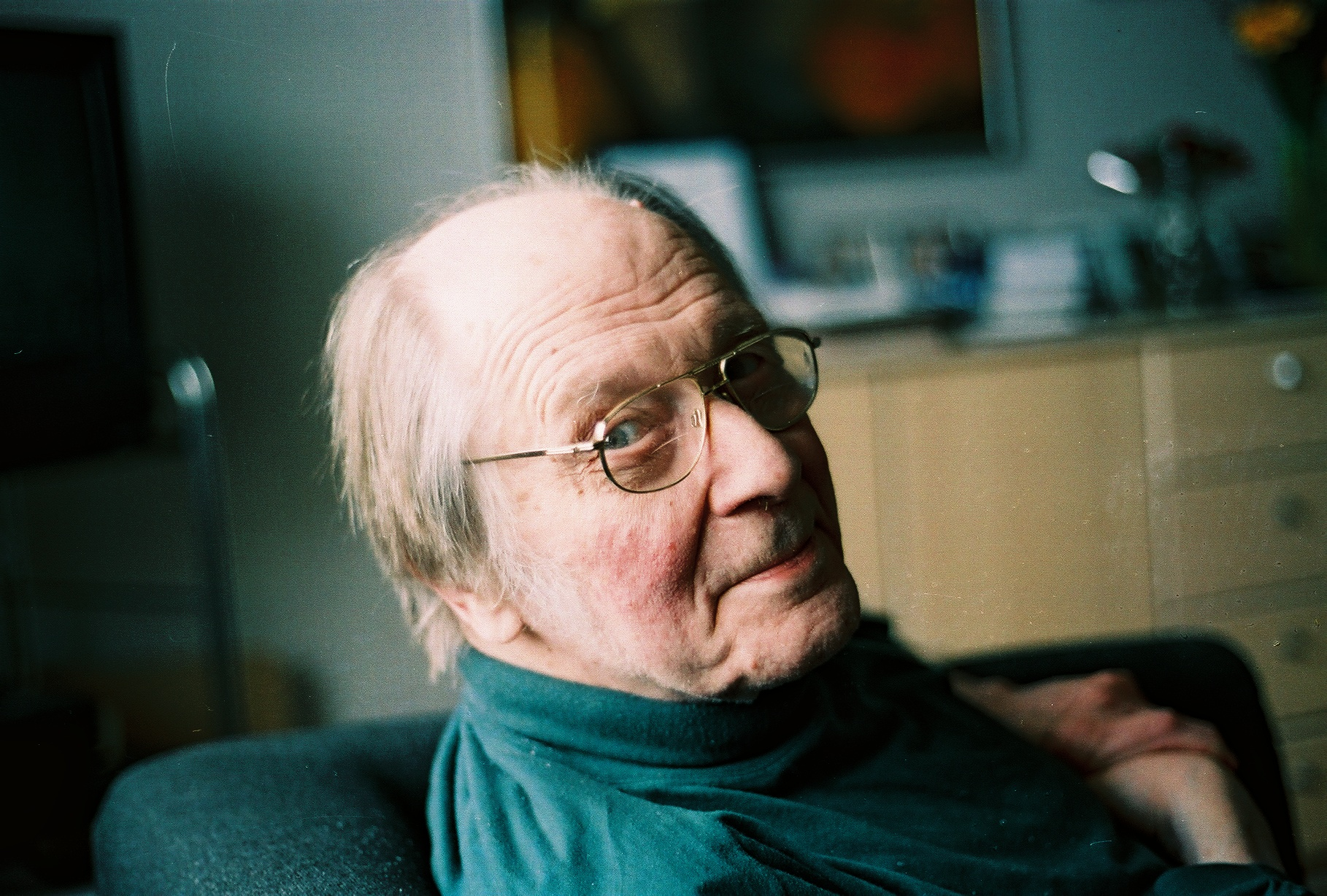
Jaan Kross (2004)

Als die Zensur erneut repressiv wurde, wurde Literatur unter der Hand nach dem Samisdat-Prinzip verbreitet (z. B. auf Tonkassetten die Arbeiten von Paul-Eerik Rummo und Jaan Kaplinski). Der bekannteste und bedeutendste estnische Schriftsteller der Nachkriegszeit ist Jaan Kross. Er entwarf in seinen historischen Romanen, die in 20 Sprachen übersetzt wurden, nach neunjähriger Haft und Aufenthalt in sowjetischen Arbeitslagern ein Kaleidoskop der estnischen Geschichte und gilt als der Wiederbeleber einer eigenständigen estnischen Literatur. Auch verfasste er Opernlibretti zu historischen Stoffen. Seine Frau Ellen Niit war eine bekannte Lyrikerin, Kinderbuchautorin und Übersetzerin.
Weitere erwähnenswert sind der Lyriker Artur Alliksaar (1923–1966), dessen Werke hauptsächlich erst in den 1990er Jahren bekannt wurden, und der Dramatiker Ain Kaalep (1921–2020), der viele Werke aus dem Deutschen übersetzte. Als Lyrikerin trat Viivi Luik (* 1946) hervor, die seit den 1980er Jahren auch Romane zur Stalinzueit und den 1960er Jahren verfasste (dt.: Der siebte Friedensfrühling 1991) und damit teils die Zensur unterlief. Mati Unt (1944–2005) entwickelte in den 1980er Jahren in Tallinn eine avantgardistische Theaterpraxis.

## Gegenwart
Jaan Kross blieb der nach 1990 meist übersetzte und national wie auch international bekannteste estnische Schriftsteller, nachdem er schon 1974 in der DDR sein deutsches Debüt gegeben hatte. Der Lyriker Jaan Kaplinski betätigte sich nach 1990 verstärkt auch als Essayist. Einige Gedichtauswahlen von ihm wurden ins Deutsche übersetzt. Auch Viivi Luiks intertextuelles Werk wurde in Deutschland rezipiert. Doch war eine eigentliche estnische Literaturtradition 1990 kaum mehr existent. Kaplinski beklagte die seiner Meinung nach politisch und von der IT-Industrie durchgesetzte Verwendung zahlreicher Neologismen und gab das Schreiben in estnischer Sprache ganz auf: „Ich habe versucht, mein Bestes zu tun, um diese Sprache intelligent und kreativ zu verwenden. Ich habe versucht, sie vor Normativen und Neologismen in Schutz zu nehmen. Jetzt habe ich das Gefühl, dass meine Bemühungen folgenlos geblieben sind. Ich habe meine Schlacht verloren.“

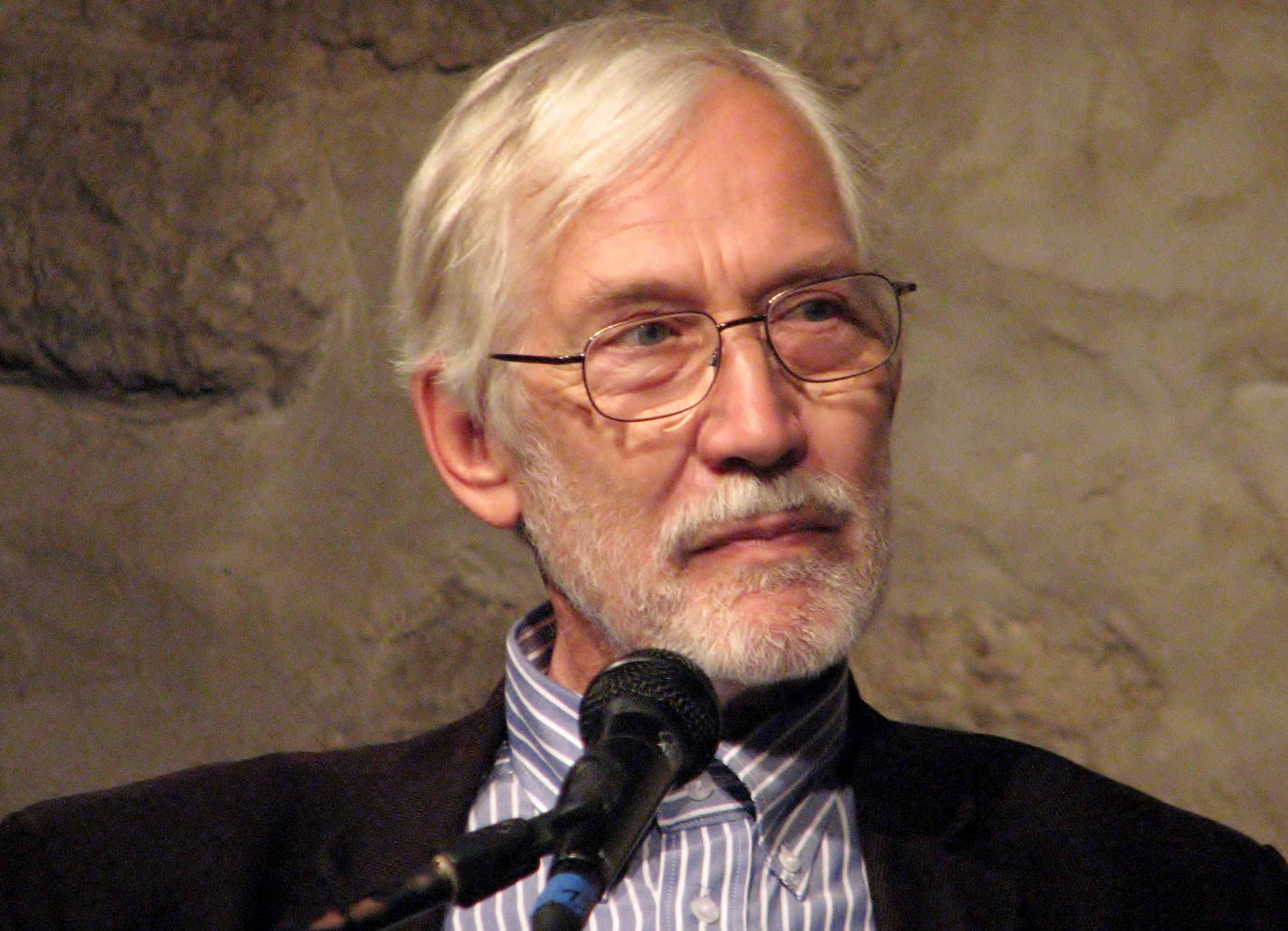
Jaan Kaplinski (2014)

Die junge Literaturszene in Estland orientiert sich stark an den USA. Neue Genres wie Comics, Fantasy und Science Fiction (Ethnofuturismus, eine spezifisch estnische Entwicklung) finden viele Leser. Einer der populärsten estnischen Autoren ist Andrus Kivirähk (* 1970). Meelis Friedenthal (* 1973) trat mit Kurzgeschichten und dem Roman „Die goldene Ära“ hervor. Auch der Dichter, Filmemacher und Musiker Vahur Afanasjev (1979–2021) verfasste Romane. „JESS“ (Journal of Estonian Short Stories) ist eine Literaturzeitschrift, die seit 2014 Veröffentlichungsmöglichkeiten in englischer Übersetzung für den internationalen Markt bietet.